# 南部興産
南部興産株式会社（なんぶこうさん）は、埼玉県川口市の建設機械レンタル業。
一般的な建設関連機械の他に、カスタムキャリアカー、特殊仕様のローリングタワーや大型の脚立、ドライミスト発生機、ドライアイス洗浄機などがある。

## 事業内容
- 土木・道路機械、建設機械、仮設機材、電気機械器具のレンタルと販売
- 各種トラック、ユニック（クレーン車）、高所作業車、貨物車両、特殊工作車、のレンタル

## 特徴
- 他のレンタル業者では扱っていないような長谷川工業の特大脚立や、スノーケルジャパンの0.5段サイズのローリングタワー、ケルヒャーのドライアイス洗浄機を複数在庫している。
- 配送にも対応しており、往復送料さえ負担すれば遠方地でも特殊な脚立や洗浄機がレンタルできる。

## 沿革
- 1960年
  - 10月 - 埼玉県蕨市塚越に於いて建設用機械及び器具の販売、修理、並びにレンタルを目的として事業開始
- 1982年
  - 11月 - 埼玉県川口市芝を土地購入し運営機能を移転
- 1984年
  - 11月 - レンタカー貸渡事業開始
  - 12月 - 埼玉県川口市柳崎を土地購入し仮設機材保管ヤードを設置
- 1998年
  - 8月 - 貫井裕介が代表取締役に就任。本社を埼玉県芝に移転